# IC 1311
IC 1311 је расијано звјездано јато у сазвјежђу Лабуд које се налази на листи објеката дубоког неба у Индекс каталогу.
Деклинација објекта је + 41° 10' 24" а ректасцензија 20h 10m 48,0s. Привидна величина (магнитуда) објекта IC 1311 износи 13,1. IC 1311 је још познат и под ознакама OCL 173, COU 45, URA 50.